# Tuffi ai campionati mondiali di nuoto 2007 - Piattaforma 10 metri sincro femminile
La gara dei tuffi dalla piattaforma 10 metri sincro femminile dei campionati mondiali di nuoto 2007 è stata disputata il 19 marzo presso il Melbourne Sports and Aquatic Centre di Melbourne. La gara, alla quale hanno preso parte 14 coppie di atlete provenienti da altrettante nazioni, si è svolta in due turni, in ognuno dei quali le coppie hanno eseguito una serie di cinque tuffi.
La competizione è stata vinta dalla coppia cinese Jia Tong e Chen Ruolin, mentre l'argento e il bronzo sono andati rispettivamente alla coppia australiana Briony Cole e Melissa Wu e a quella tedesca Annett Gamm e Nora Subschinski.

## Programma
| Data          | Ora   | Turno       |
| ------------- | ----- | ----------- |
| 19 marzo 2007 | 12:00 | Preliminari |
| 19 marzo 2007 | 20:45 | Finale      |

## Podio
| Posizione | Atleta                       | Nazionalità |
| --------- | ---------------------------- | ----------- |
| Oro       | Jia Tong Chen Ruolin         | Cina        |
| Argento   | Briony Cole Melissa Wu       | Australia   |
| Bronzo    | Annett Gamm Nora Subschinski | Germania    |

## Risultati

### Preliminari
I migliori 12 punteggi accedono alla finale
| Pos. | Nazione       | Atlete                                      | Punti  | Note |
| ---- | ------------- | ------------------------------------------- | ------ | ---- |
| 1    | Cina          | Jia Tong Chen Ruolin                        | 329.94 | Q    |
| 2    | Australia     | Briony Cole Melissa Wu                      | 326.22 | Q    |
| 3    | Canada        | Meaghan Benfeito Roseline Filion            | 308.49 | Q    |
| 4    | Germania      | Annett Gamm Nora Subschinski                | 307.50 | Q    |
| 5    | Gran Bretagna | Stacie Powell Tonia Couch                   | 307.08 | Q    |
| 6    | Messico       | Paola Espinosa Jashia Luna                  | 306.84 | Q    |
| 7    | Giappone      | Mai Nakagawa Misako Yamashita               | 288.84 | Q    |
| 8    | Russia        | Yana Zaytseva Tatiana Perunina              | 276.60 | Q    |
| 9    | Stati Uniti   | Mary Beth Dunnichay Haley Ishimatsu         | 267.90 | Q    |
| 10   | Italia        | Brenda Spaziani Valentina Marocchi          | 265.05 | Q    |
| 11   | Ucraina       | Julija Prokopčuk Katerina Zhuk              | 263.34 | Q    |
| 12   | Romania       | Ramona Maria Ciobanu Corina Popovici        | 259.62 | Q    |
| 13   | Indonesia     | Shenny Ratna Amelia Herlyani Dias Sukmahati | 237.66 | Q    |
| 14   | Svizzera      | Sibylle Eckert Florina Meier                | 236.25 | Q    |

### Finale
| Pos. | Nazione       | Atlete                               | Punti  |
| ---- | ------------- | ------------------------------------ | ------ |
|      | Cina          | Jia Tong Chen Ruolin                 | 361.32 |
|      | Australia     | Briony Cole Melissa Wu               | 324.00 |
|      | Germania      | Annett Gamm Nora Subschinski         | 306.63 |
| 4    | Canada        | Meaghan Benfeito Roseline Filion     | 303.60 |
| 5    | Stati Uniti   | Mary Beth Dunnichay Haley Ishimatsu  | 298.80 |
| 6    | Russia        | Yana Zaytseva Tatiana Perunina       | 294.36 |
| 7    | Messico       | Paola Espinosa Jashia Luna           | 290.88 |
| 8    | Giappone      | Mai Nakagawa Misako Yamashita        | 287.76 |
| 9    | Gran Bretagna | Stacie Powell Tonia Couch            | 287.70 |
| 10   | Romania       | Ramona Maria Ciobanu Corina Popovici | 266.16 |
| 11   | Ucraina       | Julija Prokopčuk Katerina Zhuk       | 259.74 |
| 12   | Italia        | Brenda Spaziani Valentina Marocchi   | 232.98 |